# Culhwch
Culhwch (Wymawiaj: kʉlˈhuːχ) – postać z walijskiej mitologii. Był synem Cilydda, jednego z rycerzy króla Artura oraz Goleuddydd.
Macocha nienawidziła Culhwcha i rzuciła na niego klątwę zabraniającą mu ożenić się z jakąkolwiek inną kobietą oprócz córki olbrzyma Yspaddadena, Olwen. Po poszukiwaniach trwających ponad rok, bohater odnalazł swoją przyszłą żonę i zakochał się w niej ze wzajemnością. Ojciec Olwen jednak nie chciał się zgodzić na ślub córki ze śmiertelnikiem. W kolejnych dniach olbrzym miotał zatrute oszczepy w młodego bohatera i jego towarzyszy nie mogąc dosięgnąć celu. W końcu Culhwch odrzucając jeden z oszczepów Yspaddadena trafił go w oko, przez co ten musiał się wreszcie zgodzić na małżeństwo obojga zakochanych. Postawił jednak warunek, że Culhwch wykona szereg bardzo trudnych zadań. Z pomocą kilku boskich sprzymierzeńców i rycerzy króla Artura, udało mu się wykonać wszystkie zadania i poślubić Olwen.